# Бюшинг, Антон Фридрих
Антон Фридрих Бюшинг (нем. Anton Friedrich Büsching; 27 сентября 1724, Штадтхаген, княжество Шаумбург-Липпе, Германская империя — 28 мая 1793, Берлин) — известный немецкий теолог, географ, педагог, издатель научного журнала «Magazin für die neue Historie und Geographie».

## Биография
Родился в Штадтхагене 27 сентября 1724 года; отец — адвокат Эрнст Фридрих Бюшинг, мать — Филиппа Маргарет (урожд. Йобст нем. Jobst).
Весной 1743 года, восемнадцатилетним юношей, он покинул родительский дом и прибыл в Галле, где в течение года посещал латинскую школу при сиротском приюте.
В 1744 году поступил в Галльский университет на отделение богословия, где под руководством профессора З. Я. Баумгартена в 1746 году написал своё первое научное сочинение — лат. «Introductioin epistolam Pauli ad Philippenses». В 1748 году окончил курс университета и получил звание магистра богословия.
Был приглашён к чтению лекций по экзегетике Ветхого Завета в том же университете, но недостаток в материальных средствах заставил его принять приглашение быть воспитателем старшего сына датского тайного советника графа Линара, который в 1749 году был назначен послом Дании в России. В Петербурге Бюшинг пробыл около полугода, но стал известен в местной протестантской общине благодаря проповедям, которые он произносил в евангелических церквях российской столицы. В 1750 году он был уже в Германии, продолжая занятия с сыном Линара.
В 1751 году Бюшинг начал подготовительную работу к своему описанию Земли («Erdbesсhreibung»). В следующем году ради этого труда он покинул дом Линара и поселился в Копенгагене, используя имевшиеся в этом городе материалы. Работа его продвигалась настолько успешно, что вскоре Бюшинг смог уже обнародовать первые две части своего землеописания, которое вызвало такой большой интерес и имело настолько значительный успех, что скоро оно оттеснило на задний план более старые труды по географии. Бюшинг был первым среди географов, кто ввёл элемент статистики в систему изучении географии различных стран. Одновременно, в Копенгагене Бюшинг стал издавать журнал «Известия о состоянии наук и искусств в Датском королевстве» (Nachrichten von dem Zustande der Wissenschaften und Künste in den daenischen Reichen und Laendern).
Когда Бюшинг начал систематизировать сведения по географии Германии, он переселился в Галле, где начал читать лекции в университет по статистике главнейших европейских государств, но вскоре был приглашён в Гёттингенский университет в качестве экстраординарного профессора и второго проповедника университета и адъюнкта богословского факультета. В 1757 году он написал для соискания степени доктора богословия диссертацию: «Epitome theologiae e solis sacris litteris concinnatae». Высказанные в ней мнения не совсем совпадали с учением западной церкви; его обвинили в ереси и запретили чтение богословских лекций и печатание сочинений, без предварительной цензуры тайного совета в Ганновере. Однако ему удалось оправдаться и в 1759 году он был назначен ординарным профессором философии. Бедствия Семилетней войны способствовали тому, что когда в 1760 году еиу было сделано из Петербурга предложение занять место пастора при лютеранской церкви Св. Петра, он охотно его принял и в августе 1761 года был уже в Петербурге, вместе с семейством.
Здесь, помимо пастырских обязанностей, он по рекомендации совета Петрикирхе в 1762 году возглавил немецкую школу, существовавшую при церкви с первых годов XVIII века. Ознакомившись со школьным планом своего предшественника, Бюшинг увидел в нём серьёзные недостатки и занялся преобразованием школы. Первоочередной заботой стало привлечение в школу сильного учебного персонала; из Германии им были приглашены Иоганн Бекман и Август Штарк. Свой учебный план Бюшинг составил по образцу заведения Франка в Галле, в первую голову обратив внимание на педагогику для школы высшего типа с интернатом для детей высших кругов. При разработке им школьного плана, он не оставил без внимания также план берлинской реальной школы. Известные трудности возникли перед Бюшингом в отношении латыни. В Германии латинский язык был одним из главных предметов, а прикладные науки отходили на задний план. Способность владения латынью, как устно, так и письменно считалось целью преподавания. В учебном плане педагогического заведения в Петербурге латынь не могла получить такого широкого распространения, к тому же известная доля внимания должна была быть уделена русскому языку. Но с другой стороны, нельзя было совсем отказаться от латыни, поскольку она была необходимой для многих из числа школьников немецкого происхождения, выбиравших профессии хирурга и фармацевта — в то время почти исключительно заполнявшиеся немцами. 1 октября 1762 года начались систематические занятия в новом здании школы на Невском проспекте и через 6 месяцев школа уже насчитывала 300 учеников.
Его сочинения издавались на русском: в 1763 г. при Академии наук в переводе с немецкого Алексея Разумова напечатано «Руководство к основательному и полезном познанию географическаго и политическаго состояния европейских государств и республик», в 1766 году под редакцией Миллера вышел русский перевод из неё с посвящением графу П. А. Румянцеву: Д. Антона Фридриха Бишинга изъ сокращенной его географiи три главы о географiи вообще, о Европѣ, и о Россiйской Имперiи, переведенныя съ нѣмецкаго на российской языкъ Иваномъ Долинскимъ. Печатана при Императорскомъ Московскомъ университете, 1766. [8 с., предисловие], 104 стр. и [8 с. второй пагинации, «Реестр городам, крепостям, острогам, селам, деревням, дистриктам, рекам, озёрам, островам, в сей краткой географии упоминаемым»). В предисловии говорилось, что география Бишинга «по сіе время за лучшую, вѣрнѣйшую и полезнѣйшую почитается». Переводы выдержек «Из Бишинговой географии», посвященных разным странам, в 1770-е гг. печатались отдельными изданиями Собранием, старающемся о переводе иностранных книг.
Спустя некоторое время у Бюшинга возникли разногласия с патроном церкви, фельдмаршалом графом Минихом, которые заставили его в 1765 году покинуть Петербург и поселился сначала в Альтоне. В следующем году, Бюшинг был назначен директором гимназии «Grauen Kloster» в Берлине и руководил ею до своей смерти. Также он принял звание оберрата (старшего советника) Консистории и пробыл в этом звании 26 лет. Продолжал заниматься научными исследованиями и в 1767—1788 годах издавал «Magazin für die neue Historie und Geographie».
Умер 28 мая 1793 года в Берлине.
В 1935 году в честь Антона Фридриха Бюшинга назван кратер на Луне.

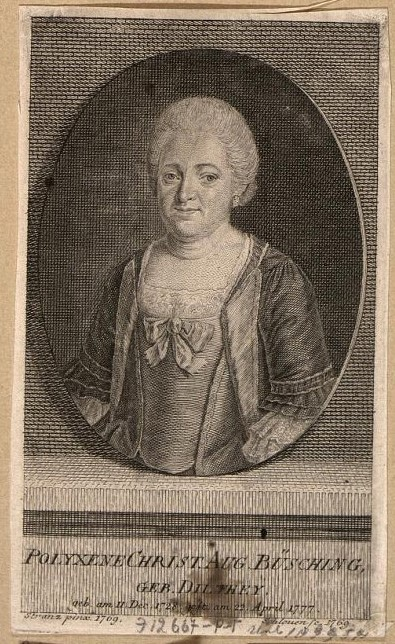
Портрет жены Поликсены Кристины Августы Бюшинг

## Семья
В 1755 году женился на поэтессе Кристине Дильтей, состоявшей почётным членом Гёттингенского ученого общества; она впоследствии много помогала Бюшингу в его ученых трудах. У них было семеро детей, в числе которых был Иоганн Стефан Готфрид (1761—1833), обер-бургомистр Берлина.
После смерти первой жены в апреле 1777 года, в декабре того же года он женился на Маргарете Элеоноре Рейнбек. С ней у него было шестеро детей, в том числе германист Иоганн Густав (1783—1829).

## Переводы
- Бюшинг, А. Ф. Османское государство в Европе и Республика Рагузская / Из Бишинговой географии переведены на российский язык Васильем Световым. — В Санктпетербурге: при Императорской Академии наук, 1770. — 216 с. Архивировано 16 декабря 2024 года.